# Zuvara
Zuvara (arabul:  زوارة, berberül: ⵜⴰⵎⵓⵔⵜ ⵏ ⵡⴰⵜ ⵡⵉⵍⵍⵓⵍ, fonetikusan Tamurt n Wat Willul) kikötőváros Északnyugat-Líbiában, Tripolitánia régióban. Lakosságának jelentős része berber, akik a berber nyelv egy helyi dialektusát, a zuvara berbert beszélik. A település az első líbiai polgárháborút megelőzően közkedvelt turistaközpont volt, a polgárháború alatt súlyos harcok zajlottak területén. 

## Elhelyezkedése
A város Északnyugat-Líbiában, Tripolitánia régióban található, a Földközi-tenger partján. Tripolitól 102 km-re nyugatra, a tunéziai határtól 60 km-re keletre helyezkedik el. 

## Története
A települést először 1306 - 1309 között említi írott arab nyelvű forrás Zwara al-saghirah (Kis-Zuvara) néven. 1375-ben egy katalán tengerészeti kódexben is jelentkezik Punta dar Zorayaként. A 16. században megfordult itt Leo Africanus andalúziai utazó, aki úti beszámolójában említést tesz a kikötőről. 
Az olasz hódítást követően 1912-1943 között katonai ellenőrzőpont működött itt, mivel a - ma már nem működő - líbiai sugárút utolsó megállója itt volt. 
A települést berberek hozták létre, a lakosság többsége a mai napig közülük kerül ki. Az itt élő lakosság - az évtizedes elnyomás ellenére - a mai napig ápolja berber nyelvét és kultúráját. Fő jövedelemforrásuk a halászat, de a várost termékeny föld veszi körül, így jelentős húzóágazat a gabonafélék és datolya termesztése is. 2008-ban 32 893 lakosa volt. 
2011 februárjában, az első líbiai polgárháború kitörését követően Zuvara volt az első tripolitániai városok egyike, mely a Kadhafi-ellenes erők kezére került. Ennek fő oka a Kadhafi-kormányzat évtizedekig tartó elnyomó politikája volt, mely igyekezett a berber lakosság anyanyelv használathoz való jogát korlátozni. Márciusban azonban a lojalista líbiai hadsereg ellenoffenzívájának eredményeként ismét Kadhafi uralma alá került a település. A felkelők csak a NATO repülőgépeinek hathatós támogatásával tudták visszafoglalni a várost augusztus 18-án, a nyugat-líbiai hadjárat keretében. 
A 2014-től tartó második líbiai polgárháború idején a zuvarai fegyversek a Tripoli-székhelyű Nemzeti Egység Kormányát támogatták Halifa Haftár főként kelet-líbiai csapataival szemben. 2019-től azonban jórészt semlegesek maradtak a konfliktusban, ennek köszönhetően Haftár csapatai a Nyugat-líbiai területeken folytatott hadműveletek alatt nem szállták meg Zuvarát. 